# ISO 26262
ISO 26262は自動車の電気/電子に関する機能安全についての国際規格。機能安全規格においてはIEC 61508があるが、危険源との関係が異なるため自動車分野に適合したものである。 ISO/TC 22 Road vehicles, SC 3 Electrical and electronic equipmentで審議している。パート1から9を、2011年11月15日に正式発行した。

## 目的と背景
自動車の長い歴史の中で、多くの機能が主に機械的に実現されていたが、近年、電気/電子的に制御される部分が急速に大きくなってきている。急速な複雑化の為に故障部位はますます増加し、急速な高性能化の為に誤動作の際の被害はますます無視し得なくなりつつある。その一方で、より高性能でより高機能で、より安価な製品を、いち早く得たいという社会のニーズは、しばしば安全性と対立する。安全性の確保も同様に重要な社会のニーズである為、われわれの社会が許容する安全性とのバランスを確保する為に既にIEC 61508で国際規格化されていた機能安全の考え方を自動車産業に導入する為に作成された。

## 適用範囲
3.5トン以下の乗用車。2018年の最新版で二輪車は適用範囲内。

## 構成
1. 用語
2. 機能安全の管理
3. コンセプトフェーズ
4. 製品開発：システムレベル
5. 製品開発：ハードウェアレベル
6. 製品開発：ソフトウェアレベル
7. 生産、運用、廃棄
8. サポートプロセス
9. ASIL
10. ガイドライン